# Jennen Mortier
Jennen Mortier (15 september 1997) is een Belgische atleet, die gespecialiseerd is in de lange afstand en het veldlopen. Hij veroverde één Belgische titel.

## Biografie
In het veldlopen nam Mortier in 2015 en 2016 deel aan de Europese kampioenschappen U20, met een eenentwintigste plaats als beste resultaat. In 2018 nam hij deel in de beloftencategorie en werd 41e.
Hij werd in 2018 voor de eerste keer Belgisch kampioen op de 5000 m.
Mortier is aangesloten bij Racing Club Gent Atletiek en wordt getraind door Tine Bex.

## Belgische kampioenschappen
Outdoor
| Onderdeel | Jaar |
| --------- | ---- |
| 5000 m    | 2018 |

## Persoonlijke records
| Onderdeel | Prestatie | Datum       | Plaats    |
| --------- | --------- | ----------- | --------- |
| 3000 m    | 8.09,47   | 1 mei 2019  | Herentals |
| 5000 m    | 13.49,28  | 25 mei 2019 | Oordegem  |

## Palmares

### 5000 m
- 2018:  BK AC – 14.20,11
- 2019: 19e EK U23 te Gävle – 14.42,00

### veldlopen
- 2015: 49e EK U20 te Hyères
- 2016: 21e EK U20 te Chia
- 2018: 41e EK U23 te Tilburg